# Сайїд Мубарак-шах

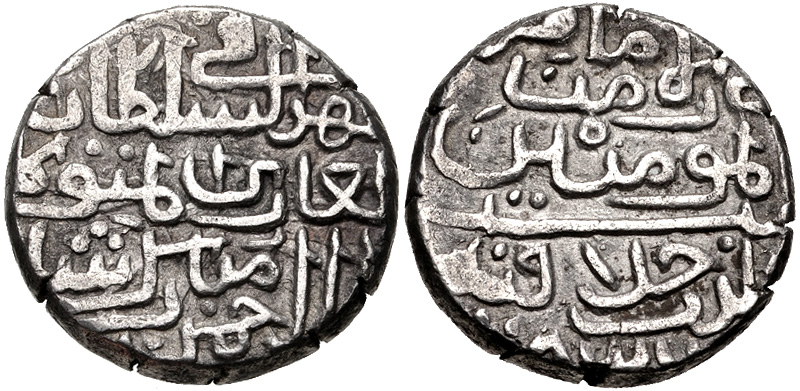
Танка (срібна монета) Мубарак-шаха

Муїз ад-Дін Мубарак-шах (*д/н — 19 лютого 1434) — делійський султан в 1421—1434 роках.

## Життєпис
Походив з династії Сайїд. Син Хізр Хана. Хамолоду звався Мубарак Ханом. Посів трон 1421 року. Прийняв ім'я Муїз ад-Дін Мубарак-шах та титул султана. Разом з тим підтвердив зверхність Держави Тимуридів, отримавши від Шахрух Мірзи відповідні регалії (чатр — церемоніальну парасольку) на визнання свого статусу.
Невдовзі рушив на захист Гваліору, яки й намагався захопити малавський султан Хошанг Шах. Облогу вдалося зняти, а подальша битва не виявила переможця. тому сторони уклали мир зі збереженням статус-кво. 1420 року стикнувся з повстання клану Хокар (з якого власне вихадила правляча династія) на чолі із Мустафою Джасратом Шейхом, який спочатку боровся з  сусідніми кланами, а потім раджанатом Джамму. Цією ситуацією скористався Суюрґатмиш, правитель Кабула, Газні і  Кандагару, що відправив війська, які зайняли Мултан. Але через рік вони залишили це місто.
У 1425—1427 роках успішно підкорив регіон Меваті, встановив зверхність над раджами Гваліору й Чандвара. Подальший конфлікт з мухаммад-ханом Авадхі, правителем Баяни, призвів до війни з Джаунпурським султанатом. 2 квітня 1428 року в битві біля Чандвару військо делійського султанату перемогло султана Ібрагім-шаха Шаркі, внаслідок цього Мубарак-шаху вдалося захопити увесь регіон від Баяни до Гваліору.
В цей час Мустафа Джасрат шейх перейшов у наступ, захопивши західний і північний Пенджаб з містом Лахор. 1431 року почалися повстання в Самані, Меваті, Баяні, Гваліорі, Тіджарі та Ітаві. Невдовзі Мубарак-шах втратив Мултан і Джаландхар, весь Пенджаб, передгір'я Гималаїв, а потім вимушен був тікати з Делі, яке зайняв його супротивник. Втім у вересні 1432 року Мубарак-шах завдав армії Холхарів поразки, відвоювавши Делі.

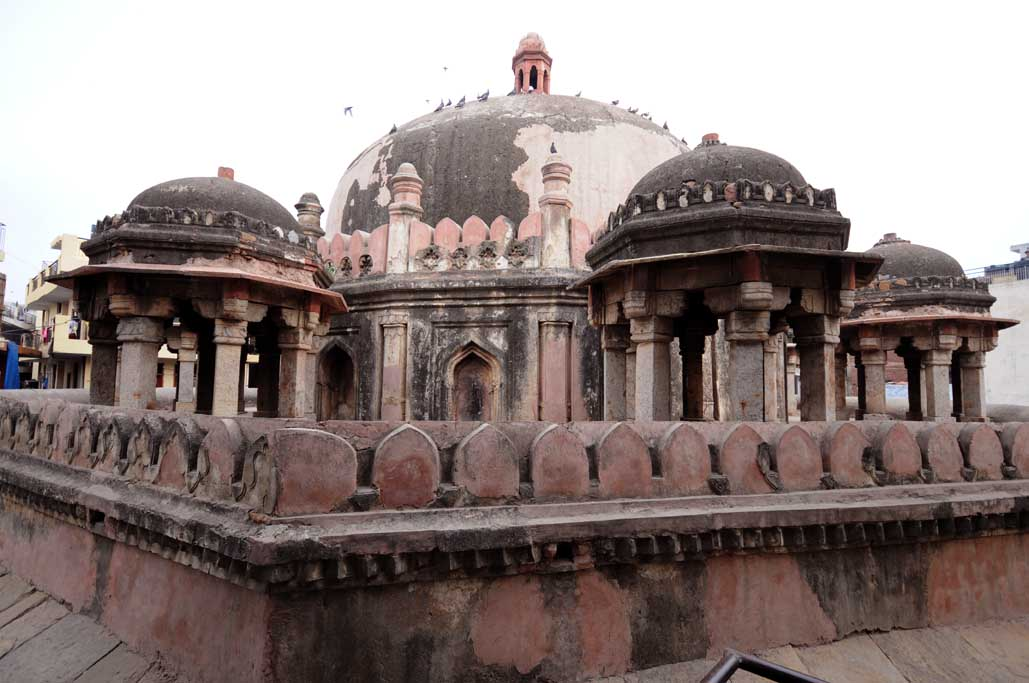
Гробниця Мубарак-шаха

1433 року відновив владу над містом Калпі, яке в попередні роки було захоплено Малавським султанатом. 1434 року Мубарак-шаха було вбито у власному палаці внаслідок змови небожа Мухаммед-шахом, який зайняв трон.